# Nosykiwka
Nosykiwka (ukr. Носиківка) – wieś na Ukrainie, w obwodzie winnickim, w rejonie szarogrodzkim.